# イクヌム
イクヌム（Ikunum、在位:紀元前19世紀頃？）は、古アッシリア王国時代のアッシリアの王。
エリシュム1世の息子として生まれた。父王と同じくアナトリア半島との交易に深く関わったらしい。アナトリアにおけるアッシリア商人の拠点であったカネシュ（現キュルテペ）からは、彼の名を持った円筒印章がいくつか発見されている。後代のアッシュール・リム・ニシェシュ王の残した碑文には、アッシュール市の城壁を造営した王の一人とも数えられている。
死後息子のサルゴン1世が跡を継いだ。